# مغينية
مغينية قرية سعودية، في محافظة رابغ بمنطقة مكة المكرمة. تقع في شرق مدينة رابغ بمسافة (30) كم. وهي قرية عامرة بالسكان حيث يبلغ سكان مغينية حوالي 5000 نسمة تقريبا، ويوجد بها بعض الخدمات الحكومية.

## الأحياء
(الصمد، المنحر، العقلة,الرحبة، السكن الخيري، التبانية، الساد، النسيم(جديد)الساد)

## الموقع الجغرافي
تقع قرية مغينية في الجزء الغربي من المملكة العربية السعودية وتبعد عن محافظة رابغ حوالي 30 كيلو شرقاً وتتبع للمحافظة إدارياً. وتقع على خط الطول39°27'56.93"شرق وعلى خط عرض22 °49'47.57"شمال.

## التضاريس
تتميز قرية مغينية بتباين التضاريس وتنوعها كالسهول والجبال والتكوينات الرملية ويمكن تصنيف تضاريسها الرئيسية إلى : سلسلة الجبال متفاوتة الارتفاع والأودية العميقة الممتدة من مسافات بعيدة وتصب في سد مغينية ويبلغ عدد الأودية حوالي 5 أودية(ندى، مر، اللخيب، البرك، الساد)والعديد من الشعاب التي تصب في هذه الأودية وأراضيها خصبة وزراعية

## المناخ
يكون الطقس في فصل الصيف حار، وتتراوح درجات الحرارة مابين30 إلى 45 درجة مئوية، ومع غروب الشمس تنخفض درجات الحرارة، ويصبح المناخ معتدلاً أما في فصل الشتاء فالطقس بارد، وتتراوح درجات الحرارة مابين 15 إلى 25 درجة مئوية، وتسقط الأمطار في فصل الشتاء والربيع وتهب على المنطقة خلال العام رياح مختلفة الاتجاهات لا يتجاوز متوسط سرعتها 25كليو/ساعة. ولعل أفضل المواسم لزيارة مغينية هي فصلي الشتاء والربيع حيث يكون الجو معتدلاً مع سقوط الأمطار